# هيرميون أير
هيرميون أير (بالإنجليزية: Hermione Eyre)‏ (1980)؛ صحفية وروائية بريطانية.